# حصار دير الزور (2014–17)
حصار دير الزور هو حصار فرضه تنظيم الدولة الإسلامية (داعش) على أجزاء من مدينة دير الزور التي يسيطر عليها الجيش السوري منذ عام 2014 حتى استطاع الجيش السوري في 03 تشرين الثاني عام 2017 من فك الحصار خلال هجوم كبير نفذه ضد التنظيم.
في أبريل 2014، شن داعش هجومًا واسع النطاق على القوات المتمردة السورية في محافظة دير الزور. وأدى ذلك إلى الهزيمة الكاملة للجماعات المتمردة في المنطقة، وسيطر داعش على كل محافظة دير الزور تقريبًا في يوليو 2014. وظلت قوات الحكومة السورية محاصرة في جيب الأراضي التي تسيطر عليها.

## خلفية
منذ نهاية 2013، حاصرت قوات المتمردين دير الزور واستولت على نصف المدينة والمحافظة بأكملها تقريبًا. وأصبحت داعش تشارك بشكل متزايد في المعركة. وقد أسفر اقتتال المتمردين في المدينة وبالقرب منها إلى تراجع داعش من دير الزور في فبراير 2014.
في أبريل 2014، بعد هزيمته على يد المتمردين، عاد داعش وشن هجومًا واسع النطاق ضد الجماعات المتمردة السورية في محافظة دير الزور، وطردها من المنطقة، مما سمح لداعش بالسيطرة على معظم محافظة دير الزور ومحاصرة قوات الحكومة السورية المتبقية، في يوليو 2014.

## الحصار

### 2014: الهجمات والهجمات المضادة
في الفترة من أوائل إلى منتصف سبتمبر 2014، قام داعش بعدة محاولات فاشلة لخرق قاعدة دير الزور الجوية العسكرية. وخلال القتال الذي نشب في 15 سبتمبر، دمر جسر السياسة الذي يربط بين الريف والمدينة. وكان من غير الواضح في البداية من دمره، ولكنه أكد في وقت لاحق أنه نسف من قبل سلاح الهندسة في الجيش السوري.
وفي أواخر أكتوبر 2014، شن الجيش هجومًا على جزيرة صقر وحقق في غضون أيام عدة تقدمًا، حيث استولى على 90 في المائة من الجزيرة، ولم يبق لقوات داعش سيطرة إلا على جزئها الشمالي. وبعد بذلك بشهر واحد، استأنف الجيش هجومه على الجزيرة.
وفي أوائل ديسمبر 2014، شن داعش هجومًا باتجاه قاعدة دير الزور الجوية العسكرية. وخلال ثلاثة أيام من القتال، تم الإبلاغ عن مقتل ما يتراوح بين 68 و200 من المسلحين و43–51 جنديًا. وعلى الرغم من أن داعش تمكن من اختراق القاعدة الجوية، وكذلك الاستيلاء على الجبل المطل على المدينة وقريتين مجاورتين، فقد دفع الجيش قوات داعش إلى الوراء وصد الهجوم.

### 2015: يستمر الحصار
في 5 يناير 2015، أغلقت داعش جميع الطرق، وقطعت جميع كابلات الألياف الضوئية وغيرها من الأسلاك الكهربائية والكابلات المؤدية إلى الأحياء التي تسيطر عليها الحكومة في دير الزور.
بحلول مايو 2015، اندلعت معارك كر وفر ضارية في المدينة، مع شن الجيش وداعش سلسلة من الهجمات والهجمات المضادة ضد بعضهم البعض. وفي أوائل ذلك الشهر، اسولت قوات داعش على جزيرة صقر. وبعد أسبوعين، ادعى الجيش أنه تمكن من استعادة معظمها. ومع ذلك، فقد تأكد أن الجزيرة لا تزال تحت سيطرة داعش. وفي هذه المرحلة، وبسبب استيلاء داعش على مدينة تدمر، بدأت إشاعات بأن القوات الحكومة تستعد للتخلي عن دير الزور.
في أوائل نوفمبر 2015، تم صد هجوم جديد لداعش على القاعدة الجوية.

### 2016: داعش يتقدم
في 16 يناير 2016، شن داعش هجومًا على دير الزور. وقد شنت عدة هجمات خلال اليوم، شملت ستة مفجرين انتحاريين من داعش في محاولات لاقتحام مواقع عسكرية. وبعد بضعة أيام من القتال العنيف، اجتاح داعش أحياء البغيلية وعياش، وبعد ذلك كان المقاتلون الموالون للحكومة وأسرهم من بين الأشخاص المستهدفين في المناطق المستولى عليها. وقالت الحكومة السورية ووسائل الإعلام الحكومية أن 250 إلى 300 شخص لقوا مصرعهم بمن فيهم البعض بقطع الرأس؛ وكان للمرصد السوري لحقوق الإنسان الذي يوجد مقره في بريطانيا أرقام مختلفة، حيث أبلغ عن 135 قتيلًا، منهم 85 مدني و50 جندي. كما استولى داعش على مستودع للأسلحة تابع للجيش واستولى على دبابات. وأضاف المرصد السوري لحقوق الإنسان أن داعش اختفط حوالي 400 مدنيًا من عائلات المقاتلين الموالين للحكومة. وفي وقت لاحق، استولت قوات داعش على المناطق الجنوبية والغربية من البغيلية. وعلى وجه الإجمال، ووفقًا للمرصد السوري لحقوق الإنسان، قتل حوالي 440 شخصًا في هجوم داعش الذي استمر خمسة أيام، بما في ذلك: 200 جنديًا، و110 مقاتلًا من داعش، و127 مدنيًا. وكان 30 من مقاتلي داعش من الانتحاريين، بينما أعدم 85 مدنيًا و48 جنديًا من قبل داعش. ولقي 42 مدنيًا حتفهم في الضربات الجوية والقصف الحكومي.
في منتصف مارس 2016، شن الجيش هجومًا نحو حقل التيم النفطي، جنوب دير الزور. وفي اليوم الأول من هجومها استولت القوات الحكومية على جبل الثردة. وبعد أربعة أيام من القتال، تمكن الجيش من الاستيلاء على حقل النفط.
وفي الفترة ما بين أبريل ومايو 2016، نشب قتال كر وفر حيث حاول داعش التقدم ضد القوات الحكومية في حي الصناعة في مدينة دير الزور. وتمكن الجيش في نهاية المطاف من الاحتفاظ بمواقعه.
وبحلول يونيو 2016، كان حقل التيم النفطي يخضع مرة أخرى لسيطرة داعش، وتمركز المسلحون إلى جانب جبل الثردة الذي تسيطر عليه الحكومة. وفي أواخر ذلك الشهر، تم صد هجوم لداعش استمر يومين على الجبل. وفي يوليو 2016، تمكنت الضربات الجوية الروسية الكثيفة ضد داعش من تخفيف الضغط على قوات الجيش السوري المتمركزة في الجبل.
في سبتمبر 2016، شن التحالف بقيادة الولايات المتحدة سلسلة من 37 ضربة جوية بالقرب من مطار دير الزور، التي استمرت من الساعة 3:55 إلى الساعة 4:56 (بتوقيت دمشق)، وأسفرت عن مقتل ما بين 90 و106 من جنود الجيش السوري. وقد أثار الهجوم «عاصفة دبلوماسية» مع دعوة روسيا إلى اجتماع طارئ لمجلس الأمن التابع للأمم المتحدة (نادر الحدوث) وكذلك إلى قيام الحكومة السورية بإلغاء وقف إطلاق النار على الصعيد الوطني الذي جاء نتيجة لجهود دبلوماسية بذلتها الحكومتان الأمريكية والروسية. وكانت مواقع الجيش السوري التي ضربت في جبل الثردة وفي قاعدة مدفعية مجاورة. وأدت الضربات الجوية إلى سيطرة داعش على جبل الثردة. في البداية، لم تعترف القوات المسلحة الأمريكية صراحة بأن طائرات التحالف أصابت القوات السورية، ولكن التحالف اعترف في وقت لاحق بأن طائراته نفذت الهجوم. وذكرت الولايات المتحدة أنها أوقفت الضربات بمجرد أن أصبحت على علم بوجود الجيش السوري وأعربت عن أسفها للخسائر غير المقصودة في الأرواح.

### 2017: اشتداد الحصار
في منتصف يناير 2017، أطلق هجوم جديد لداعش بهدف قطع الطريق بين مطار دير الزور والمدينة. وبعد يومين من القتال، نجح داعش في قطع الطريق الذي يربط القاعدة الجوية بالمدينة، تاركًا الجيش الحكومي منقسمًا في اثنين. وخلال التقدم المحرز، استولى داعش على مواقع متعددة، بما في ذلك حي سكن الجاهزية على الطريق السريع بين المدينة ودمشق، وعلى جبل استراتيجي يطل على المدينة. واستمر القتال كرًا وفرًا لمدة شهر واحد مع محاولة الجيش دون جدوى إعادة فتح خط الإمداد بين المطار والمدينة. وخلفت الاشتباكات أكثر من 470 قتيلًا، من بينهم: 241 مقاتلًا تابعًا لداعش، و127 جنديًا و105 مدنيًا.
في الوقت الذي اشتد فيه حصار دير الزور، ارتفعت المخاوف من أن داعش سيرتكب مذبحة كبيرة إذا استولى على المدينة. واستمرت محاولات داعش لخرق دفاعات الجيش في مطار دير الزور حتى مارس 2017. وفي أواخر ذلك الشهر أيضًا، شن داعش هجومًا بالدبابات على جامعة الفرات التي تسيطر عليها الحكومة، وتقع على الطريق السريع N7 المؤدي إلى عاصمة المحافظة وفي اليوم نفسه، استولى داعش على كمية كبيرة من الذخيرة والأسلحة التي كانت مخصصة للجيش السوري ولكن القوات الجوية الروسية أسقطتها بالخطأ في منطقة داعش.

### 2017: كسر الحصار
في أوائل أبريل، قام الجيش السوري بمحاولات متعددة لإعادة فتح خط الإمداد بين المدينة والمطار وتركز القتال في المقام الأول على منطقة المقابر.
نجح الجيش السوري وحلفاؤه في تحرير دير الزور وفك الحصار عنها بعد عناء دام ثلاث سنوات وأدخلت المساعدات إلى المدينة وأعلن تحريرها بعد أسبوعين، وذلك في الثالث من تشرين الثاني عام 2017.

## الأثر على المدنيين
قطع داعش التيار الكهربائي في المدينة. واعتبارًا من فبراير 2016، أقام حوالي 200 ألف شخص في دير الزور. وأسفر الحصار عن انتشار سوء التغذية وتجويع المدنيين في المدينة. وأجرى برنامج الأغذية العالمي للأمم المتحدة، ردًا على ذلك، 177 عملية إسقاط جوي للأغذية وغيرها من المساعدات الإنسانية إلى المناطق المحاصرة من المدينة منذ أبريل 2016. وظل 110,000–120,000 مدني حتى يناير 2017، عندما أجبر هجوم داعش في المطار على وقف عمليت الإسقاط الجوي.
ونتيجة لانقطاع الكهرباء، لمت تتوفر سوى مضخة مياه واحدة تعمل بمولد كهربائي، ولم تعالج المياه. وقد ركب الهلال الأحمر العربي السوري العديد من صهاريج المياه ردًا على ذلك.
في الفترة ما بين فبراير 2015 ومارس 2016، قتل أكثر من 63 مدنيًا بسبب قصف داعش الذي تعرضت له الأحياء التي تسيطر عليها الحكومة في دير الزور، بالإضافة إلى 32 مدنيًا قضوا نحبهم نتيجة سوء التغذية والأمراض ذات الصلة.

## انظر ايضًا
- معركة دمشق (2012)
- معركة حلب (2012–2016)
- حصار نبل والزهراء
- حصار الفوعة وكفريا
- هجوم تدمر (مايو 2015)
- هجوم تدمر (مارس 2016)
- هجوم تدمر (ديسمبر 2016)
- هجوم تدمر (2017)
- حصار عين العرب
- حملة الرقة (2016–الآن)